# Autingues
 Autingues  es una población y comuna francesa, situada en la región de Norte-Paso de Calais, departamento de Paso de Calais, en el distrito de Saint-Omer y cantón de Ardres.

## Demografía
| 218 | 182 | 223 | 230 | 224 | 255 |
| Para los censos de 1962 a 1999 la población legal corresponde a la población sin duplicidades (Fuente: INSEE [Consultar]) |     |     |     |     |     |